# سینمای مولداوی
سینمای مولداوی (انگلیسی: Cinema of Moldova) اوایل دهه ۱۹۶۰ میلادی در دوره حاکمیت شوروی، گسترش یافت و برای ۱۵ سال شکوفا بود. پس از فروپاشی شوروی و به تبع آن مولداوی شوروی در ۱۹۹۱، صنعت فیلم در مولداوی، تقریباً از بین رفته است.  